# Paso Echo
El paso Echo (en inglés: Echo Pass) es un paso de montaña, ubicado a 305 m s. n. m. que se extiende a unos 2,4 kilómetros al suroeste de Grytviken en la isla San Pedro del archipiélago de las islas Georgias del Sur, en la cadena de montañas que se extiende desde el sudoeste del monte Hodges. El paso provee la ruta de esquí desde la estación en Grytviken hacia la cabeza de la bahía Cumberland Oeste. El nombre aparece en la Expedición alemana de 1928 y 1929, bajo Ludwig Kohl-Larsen, quien afirma que el nombre ya estaba en uso por los balleneros.